# Gavião (football)
Pour les articles homonymes, voir Gavião.
Carlos Alberto Rodrigues Gavião dit Gavião est un footballeur brésilien né le 2 février 1980.